# العلاقات البرتغالية المكسيكية
العلاقات البرتغالية المكسيكية هي العلاقات الثنائية التي تجمع بين البرتغال والمكسيك.

## مقارنة بين البلدين
هذه مقارنة عامة ومرجعية للدولتين:
| وجه المقارنة                                              | البرتغال                                                  | المكسيك                                                                               |
| --------------------------------------------------------- | --------------------------------------------------------- | ------------------------------------------------------------------------------------- |
| المساحة (كم2)                                             | 92.21 ألف                                                 | 1.97 مليون                                                                            |
| عدد السكان (نسمة)                                         | 10.60 مليون                                               | 130.53 مليون                                                                          |
| الكثافة السكانية (ن./كم²)                                 | 114.95                                                    | 66.26                                                                                 |
| العاصمة                                                   | لشبونة                                                    | مدينة مكسيكو                                                                          |
| اللغة الرسمية                                             | اللغة البرتغالية، اللغة الميراندية                        | اللغة الإسبانية                                                                       |
| العملة                                                    | يورو، اسكودو برتغالي                                      | بيزو مكسيكي                                                                           |
| الناتج المحلي الإجمالي (بليون دولار)                      | 217.57 مليار                                              | 1.15 تريليون                                                                          |
| الناتج المحلي الإجمالي (تعادل القوة الشرائية) بليون دولار | 307.82 مليار                                              | 2.16 تريليون                                                                          |
| الناتج المحلي الإجمالي الاسمي للفرد دولار أمريكي          | 20.22 ألف                                                 | 9.01 ألف                                                                              |
| الناتج المحلي الإجمالي للفرد دولار أمريكي                 | 28.76 ألف                                                 | 17.32 ألف                                                                             |
| مؤشر التنمية البشرية                                      | 0.830                                                     | 0.756                                                                                 |
| رمز المكالمات الدولي                                      | +351                                                      | +52                                                                                   |
| رمز الإنترنت                                              | .pt                                                       | .mx                                                                                   |
| المنطقة الزمنية                                           | توقيت غرب أوروبا، توقيت غرب أوروبا الصيفي، أوروبا/لشبونة ‏ | منطقة زمنية وسطى، المنطقة الزمنية الجبلية، زمن منطقة المحيط الهادئ، منطقة زمنية شرقية |

## مدن متوأمة
في ما يلي قائمة باتفاقيات التوأمة بين مدن برتغالية ومكسيكية:
- ترتبط لشبونة مع مدينة مكسيكو باتفاقية توأمة منذ 28 سبتمبر 1992.

## منظمات دولية مشتركة
يشترك البلدان في عضوية مجموعة من المنظمات الدولية، منها:
| علم المنظمة | اسم المنظمة                        | تاريخ انضمام البرتغال | تاريخ انضمام المكسيك |
| ----------- | ---------------------------------- | --------------------- | -------------------- |
|             | وكالة ضمان الاستثمار متعدد الأطراف | 6 يونيو 1988          | 1 يوليو 2009         |
|             | منظمة التعاون الاقتصادي والتنمية   | 4 أغسطس 1961          | ?                    |
|             | الأمم المتحدة                      | 14 ديسمبر 1955        | 7 نوفمبر 1945        |
|             | الفريق المعني برصد الأرض           | ?                     | ?                    |
|             | منظمة حظر الأسلحة الكيميائية       | ?                     | ?                    |
|             | منظمة التجارة العالمية             | ?                     | 1995                 |
|             | منظمة الشرطة الجنائية الدولية      | ?                     | ?                    |
|             | مؤسسة التنمية الدولية              | 29 ديسمبر 1992        | 24 أبريل 1961        |
|             | يونسكو                             | 11 مارس 1965          | 4 نوفمبر 1946        |
|             | الاتحاد البريدي العالمي            | ?                     | ?                    |
|             | البنك الدولي للإنشاء والتعمير      | 29 مارس 1961          | 31 ديسمبر 1945       |
|             | المنظمة الهيدروغرافية الدولية      | ?                     | ?                    |
|             | الاتحاد الدولي للاتصالات           | 1866                  | 1 يوليو 1908         |
|             | مؤسسة التمويل الدولية              | 8 يوليو 1966          | 20 يوليو 1956        |
|             | مجموعة أستراليا                    | 1985                  | 2013                 |
|             | مجموعة الموردين النوويين           | ?                     | ?                    |

## أعلام
هذه قائمة لبعض الشخصيات التي تربطها علاقات بالبلدين:
- جايير بيريرا (لاعب كرة قدم مكسيكي، 7 يوليو 1986[20] – )
- دييجو ريفيرا (رسام مكسيكي، 8 ديسمبر 1886[21][22][23] – 24 نوفمبر 1957[22][23][24])
- لوسيرو (29 أغسطس 1969 – )
- ميل ألمادا (لاعب كرة قاعدة من الولايات المتحدة الأمريكية، 7 فبراير 1913 – 13 أغسطس 1988)
- هومبيرتو موريرا (سياسي مكسيكي، 28 يوليو 1966 – )

## وصلات خارجية
- موقع وزارة الخارجية البرتغالية
- موقع وزارة الخارجية المكسيكية